# Король былого и грядущего (Сумеречная зона)
«Король былого и грядущего» (англ. The Once and Future King) — первый сегмент первой серии второго сезона первого возрождения американского телесериала «Сумеречная зона».

## Пролог
Оригинальный текст (англ.)Exit one Gary Pitkin, singer, impersonator, and restless subject of a dead king named Elvis Aaron Presley. A frustrated young man, born twenty-five years too late, who is about to find his own place to dwell, down at the end of lonely street, in a neighborhood called… the Twilight Zone.

## Сюжет
Главный герой эпизода, профессиональный певец и музыкант по имени Гарри Питкин, выступает в американских ресторанах с живой музыкой, имитируя внешность, стиль Элвиса Пресли и исполняя его репертуар. Выступления певца пользуются значительной популярностью. Менеджер Гарри, Сандра, предлагает ему выступать в Лас-Вегасе, чтобы добиться ещё большей популярности, однако Гарри категорически отказывается, мотивируя свою позицию тем, что не хочет повторять ошибок Короля рок-н-ролла, хоть внешне он и похож на него. Уезжая домой на собственном автомобиле после очередного выступления, певец попадает в серьёзную автомобильную катастрофу и теряет сознание.
Эта авария выполняет роль своеобразной машины времени, вследствие чего, придя в себя, Гарри попадает в 1954 год. Сначала не совсем понимая, где он находится, мужчина останавливает машину, которая едет ему навстречу. В ходе разговора с водителем Гарри с удивлением узнаёт, что юноша, который в данный момент подвозит его, — настоящий Элвис Пресли. Сам Пресли, в свою очередь, делает вывод, что Гарри — его родной брат, который умер сразу после рождения, поскольку внешне они похожи. Приехав на место работы, тогда ещё водитель грузовика Пресли получает строгий выговор от работодателя за то, что подобрал пассажира, несмотря на то, что это запрещено правилами.
Элвис предлагает Гарри, чтобы тот пришёл к нему домой и встретился с его матерью, однако Гарри отказывается, испытывая угрызения совести, зато начинает рассказывать Элвису о его будущем. Пресли, хоть и не верит своему собеседнику, по окончании их разговора предлагает Гарри порепетировать вместе с ним, — у Элвиса через два дня должно быть прослушивание. В ходе репетиции Питкин настаивает, чтобы Пресли спел на прослушивании песню «That’s All Right, Mamma», — только тогда начинающий певец станет на путь популярности и мировой славы. Элвис наотрез отказывается исполнять эту песню и, обозлившись, называет Гарри «дьяволом», а эту песню — «дьявольской».
После этого между мужчинами начинается ссора, которая вскоре переходит в настоящую драку, в результате которой случается несчастный случай и Пресли погибает, упав на гитарный гриф, который стоял перпендикулярно его телу. Гарри ночью тайно прячет Пресли, перед этим забрав его одежду. Затем он, переодетый в Элвиса Пресли, исполняет на прослушивании ту самую песню, которую настоящий Элвис не хотел исполнять, и после этого фактически превращается в настоящего Короля рок-н-ролла. В конце эпизода Гарри, который проживает жизнь погибшего Пресли, встречается с ещё молодой Сандрой — той самой женщиной, которая в начале была его менеджером — и дарит ей шарф в качестве сувенира. Сандра, обрадовавшись, покидает апартаменты Короля, а сам «Элвис Пресли» задумчиво смотрит через окно в ночное небо.

## Эпилог
Оригинальный текст (англ.)A round of hollow applause for Gary Pitkin, who tried to pay a blood debt in sequins and B-movies, and discovered, to his sorrow, that sometimes you’re called back for one encore too many… in the Twilight Zone.

## В ролях
| Актёр             | Роль                        |
| ----------------- | --------------------------- |
| Джефф Ягер        | Гарри Питкин / Элвис Пресли |
| Лиза Джейн Перски | Сандра                      |
| Ред Уэст          | начальник                   |
| Пол Эйдинг        | Сэм Филипс                  |
| Бэнкс Гарпер      | Мэрион Кейскер              |
| Брайан Гаттон     | Билл                        |
| Митч Картер       | Скотти                      |
| Синтия Сандерс    | официантка                  |
| Нэнси Трокмортон  | буфетница                   |